# Breve di Villa di Chiesa
Il Breve di Villa di Chiesa è il documento più antico, e indubbiamente il più importante, conservato nell'Archivio Storico Comunale di Iglesias, archivio riconosciuto, il 31 dicembre 1978, "di particolare importanza" con decreto del Ministero per i Beni Culturali e Ambientali.
Si tratta dell'unico documento di epoca pisana scampato all'incendio del 1354 quando, nel corso del conflitto tra Mariano IV, giudice di Arborea, e Pietro IV di Aragona, gli abitanti diedero alle fiamme la città per evitare la capitolazione di fronte al nemico, determinando così la distruzione non solo degli edifici, delle mura, delle torri, ma anche di tutti i documenti esistenti, ad eccezione del Breve che venne sottratto all'incendio, data l'importanza ad esso attribuita dalla coscienza collettiva cittadina.

## Storia
iura, overo conpagnia, né avere altro consulo, capitano o Gonfaloniere o altro capo che avesse, sensa propria volontà, 
paraula o licencia del signore re da Ragona, overo del capitano dela suprascripta Villa; pena avere et persona chi a cciò 
consentisse o contra facesse.»
(XVII Di fare ressa, iura né conpagna.)
Dalle notizie ricavabili dal Breve stesso si intuisce che esso risale, per quanto riguarda il contenuto, al periodo precedente il governo diretto di Pisa, cioè all'epoca dei della Gherardesca, conti di Donoratico, che avevano dato grande impulso all'attività estrattiva sfruttando la ricchezza di piombo e argento del sottosuolo, e che probabilmente dotarono la città di uno "statuto" sul modello di quelli pisani (denominati "Brevi") per garantire prima i propri diritti di dominatore e poi quelli dei cittadini, richiamati in città dalle possibilità di lavoro e da una legislazione favorevole. Nel Breve infatti trovaimo la citazione di un "constituto" precedente al Breve vero e proprio. Ma, nella redazione a noi giunta e datata al 1327, esso rappresenta il risultato di un'elaborazione legislativa che ebbe inizio nel periodo della signoria donoratica e si concluse in quello della dominazione aragonese, e di cui si trovano le tracce nei frequenti riferimenti a brevi vecchi compilati in precedenza e nella scarsa coordinazione fra i vari capitoli. È molto probabile che gli stessi aragonesi non abbiano apportato sostanziose modifiche, limitandosi a recepire la legislazione pisana, sostituendo nel testo solo la menzione della sovranità precedente con la propria. 
Risulta incerta l'epoca in cui ha cessato di avere efficacia di fonte normativa. Secondo alcuni studiosi, fra cui il viaggiatore Sigismondo Arquer, curatore del capitolo "Sardiniae brevis historia et descriptio" nella Cosmographia universalis di Sebastian Münster, era ancora osservato nel XVI secolo, secondo altri invece cessò di valere come testo legislativo anche prima di tale data, con il tracollo dell'industria mineraria alle cui vicende risulta legata la sorte del Breve. In realtà nell'Archivio Storico Comunale troviamo citati i "capitoli di Breve" anche alla fine del Settecento, nei giuramenti dei consiglieri che si impegnavano a rispettarli.
Fu riportato alla luce da Carlo Baudi di Vesme che lo trovò nel 1865 nell'archivio comunale di Iglesias, dove stava compiendo altre ricerche, ne intuì l'importanza, ne preparò un'edizione (ancor oggi ristampata perché insuperata) con un ricco corredo di note, introduzioni e documenti allegati, che fu pubblicata nel 1877, dopo la sua morte, nella collana Historiae Patriae Monumenta.

## Caratteristiche

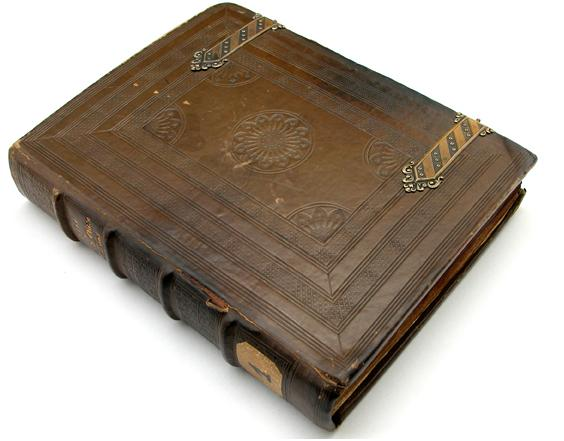
Il breve di Villa di Chiesa

Si tratta dell'antico codice di leggi di Iglesias (denominata anticamente Villa di Chiesa) del 1327, scritto su una robusta pergamena (pelle di animale opportunamente trattata), forse, come si dice nel testo stesso, di montone. Il manoscritto è ben conservato ed è mancante solo di alcune pagine.
La rilegatura e la coperta in cuoio risalgono alla fine del Settecento, forse in contemporanea alla cartulazione (cioè alla numerazione delle carte) operata dal notaio Pinna Deidda che, alla fine del codice, annota in Castigliano la consistenza del volume in 146 carte scritte.
La scrittura usata è una gotica libraria, utilizzata nel 1300 anche in molte cancellerie toscane, con inchiostro nero e rosso e priva di particolari ornamenti o miniature; le lettere capitali (iniziali di capitolo) sono miniate (cioè in rosso) e leggermente ornate.
Il testo è scritto in un volgare della Toscana, definito dallo studioso Bonaini, un volgare di Pisa più schietto di quello presente negli statuti pisani da lui raccolti e pubblicati, ma definito come lingua "coloniale" ossia un particolarissimo "impasto" di varie componenti fono-morfologiche e lessicali, in cui compaiono anche diversi sardismi.

## Contenuti
È suddiviso in quattro libri che trattano, con molte commistioni, di materie giuridiche diverse.

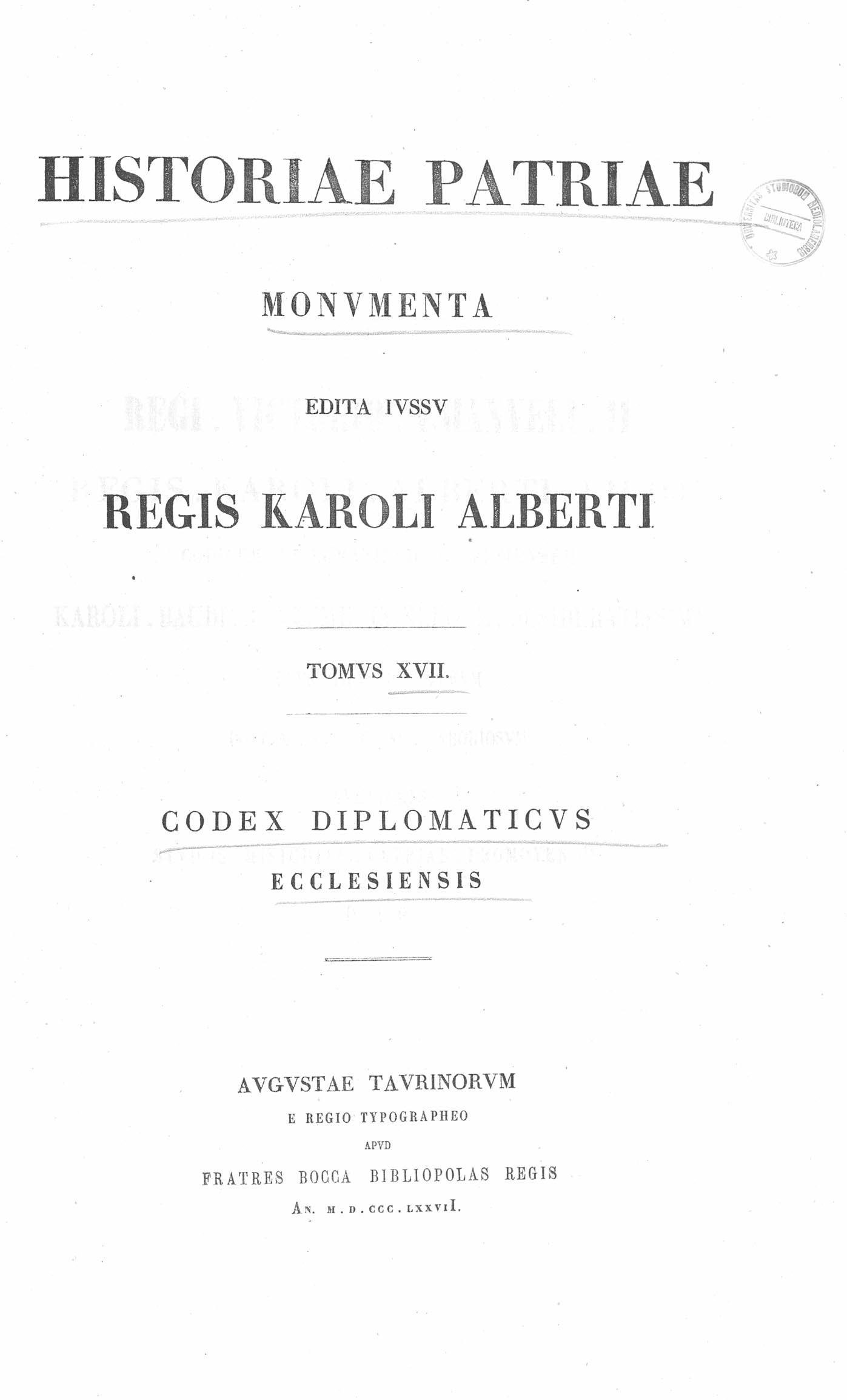
Codex diplomaticus ecclesiensis, 1877

(XXXVIII Delle luminari di Sancta Chiara.)

### Libro I
Nel libro I sono racchiuse le norme relative alla elezione, funzioni, stipendi, dei pubblici ufficiali degli organismi istituzionali: il capitano o rettore, il giudice, i notai, i sergenti e molti altri (tra cui gli importantissimi "Maestri di monte"). Ma alcuni capitoli sono anche dedicati a materie varie quali: festività religiose (la festa di "Sancta Maria del mezo mese di gosto" con la sua minuziosa organizzazione), usi civici e altre disposizioni ("ombrachi e tittarelli", i "lebrosi", "mostrare lo Breve", i "venditori di pescii", "remondare la fontana di piassa Vecchia").

### Libro II
Nel libro II si trovano le norme relative alla procedura penale e la descrizione dei reati e delle pene previste per chi li commette. Tra le pene si possono annoverare: il taglio della mano, della lingua e della testa, la catena della vergogna, il marchio del re sulle gote e molte altre. Fra i reati, oltre quello gravissimo degli "assassinii", possiamo citare: il gioco dei dadi, il furto senza e con scasso, appiccare il fuoco, dire falsa testimonianza, gettare bestia morta o "sossura" all'abbeveratoio, vendere vino alle "montagne" (cioè in miniera), andare in giro dopo il terzo suono della campana, gettare "acqua o fastidio" prima del terzo suono della campana, abbeverare bestie o lavare panni alle fontane.

### Libro III
Il libro III comprende una serie di norme amministrative, fiscali e di polizia oltreché di procedura e diritto civile. È la città medievale che rivive con le disposizioni sui "tavernari", i fornai, il mercato delle "cose manicatoie", le lavandaie, i barbieri, le fontane e la siccità.

### Libro IV
IL libro IV infine disciplina la materia minero-metallurgica. Esso rappresenta una rarità a livello europeo perché è una delle poche testimonianze così approfondite e ricche di informazioni su un mestiere del Medioevo. Vi si trovano i compiti, salario, durata in carica dei maestri del Monte, dello scrivano, dei misuratori, poi le norme di sicurezza e aiuto per chi si trova in difficoltà nelle fosse, formazione e gestione delle compagnie o "società per azioni" che lavoravano le fosse, orari di lavoro e doveri dei lavoratori e in breve molto altro ancora.